# Чемпіонат світу з футболу 2014 (кваліфікаційний раунд, ОФК, третій раунд)
У заключному раунді відбору в зоні ОФК брали участь чотири команди, які визначали збірну, що мала можливість вийти до фінальної частини чемпіонату світу з футболу 2014 року через міжконтинентальний плей-оф.

## Формат
Участь у третьому раунді відбору брали команди, що посіли перші і другі місяця у своїх групах Кубка націй ОФК 2012 року. Змагання відбувалося за круговою системою в одній групі з чотирьох учасників.
Кожна пара команд-учасниць проводила між собою по дві грі, одній удома і одній в гостях. Матчі проходили між 7 вересня 2012 і 26 березня 2013 року. Переможець турніру виходив до міжконтинентального плей-оф, в якому змагався за путівку до фінальної частини першості з командою, що посіла четверте місце у відбірковому турнірі зони КОНКАКАФ.

## Учасники
| Група A                | Група B                            |
| ---------------------- | ---------------------------------- |
| Таїті · Нова Каледонія | Нова Зеландія · Соломонові Острови |

## Матчі
| М  | Команда            | І | В | Н | П | МЗ | МП | РМ  | О  |
| -- | ------------------ | - | - | - | - | -- | -- | --- | -- |
| 1. | Нова Зеландія      | 6 | 6 | 0 | 0 | 17 | 2  | +15 | 18 |
| 2. | Нова Каледонія     | 6 | 4 | 0 | 2 | 17 | 6  | +11 | 12 |
| 3. | Таїті              | 6 | 1 | 0 | 5 | 2  | 12 | −10 | 3  |
| 4. | Соломонові Острови | 6 | 1 | 0 | 5 | 5  | 21 | −16 | 3  |

Жеребкування відбулося у штаб-квартирі ОФК у новозеландському Окленді 26 червня 2012 року.
| 7 вересня 2012 15:00 UTC+11 |

| Соломонові Острови      | 2–0      | Таїті |
| ----------------------- | -------- | ----- |
| Фа'ародо 17' Теледа 60' | Протокол |       |

| Лоусон Тама, Хоніара Глядачів: 22 000 Арбітр: Джеймі Кросс (Нова Зеландія) |

| 7 вересня 2012 18:00 UTC+11 |

| Нова Каледонія | 0–2      | Нова Зеландія     |
| -------------- | -------- | ----------------- |
|                | Протокол | Смелц 11' Вуд 39' |

| Нума-Далі Мажента, Нумеа Глядачів: 6 000 Арбітр: Норбер Ауата (Таїті) |

| 11 вересня 2012 19:35 UTC+12 |

| Нова Зеландія                                                    | 6–1      | Соломонові Острови |
| ---------------------------------------------------------------- | -------- | ------------------ |
| Смелц 12' Барбарусес 25' Кіллен 53' Локгед 69' Вуд 80' Рохас 83' | Протокол | Фа'ародо 51'       |

| Норт-Гарбор, Окленд (Нова Зеландія) Глядачів: 7 931 Арбітр: Бертран Більон (Нова Каледонія) |

| 11 вересня 2012 20:00 UTC−10 |

| Таїті | 0–4      | Нова Каледонія                              |
| ----- | -------- | ------------------------------------------- |
|       | Протокол | Самен 59' (аг) Каї 60' Гоп-Фенепей 63', 90' |

| Патер Те Гоно Нуї, Пірае Глядачів: 574 Арбітр: Ендрю Ачарі (Фіджі) |

| 12 жовтня 2012 15:00 UTC+11 |

| Соломонові Острови  | 2–6      | Нова Каледонія                                                   |
| ------------------- | -------- | ---------------------------------------------------------------- |
| Таніто 33' Наво 59' | Протокол | Р. Каяра 8' Гоп-Фенепей 45', 81', 90+1' Файсі 77' (аг) Гаеко 89' |

| Лоусон Тама, Хоніара Глядачів: 8 000 Арбітр: Пітер О'Лірі (Нова Зеландія) |

| 12 жовтня 2012 20:00 UTC−10 |

| Таїті | 0–2      | Нова Зеландія         |
| ----- | -------- | --------------------- |
|       | Протокол | Смелц 24' Зігмунд 82' |

| Патер Те Гоно Нуї, Пірае Глядачів: 600 Арбітр: Брюс Джордж (Вануату) |

| 16 жовтня 2012 19:40 UTC+13 |

| Нова Зеландія                  | 3–0      | Таїті |
| ------------------------------ | -------- | ----- |
| Макглінкі 2', 90+3' Кіллен 89' | Протокол |       |

| Рагбі Ліг Парк, Крайстчерч Глядачів: 10 751 Арбітр: Джералд Ояка (Соломонові Острови) |

| 16 жовтня 2012 19:30 UTC+11 |

| Нова Каледонія                                      | 5–0      | Соломонові Острови |
| --------------------------------------------------- | -------- | ------------------ |
| Гоп-Фенепей 4' Р. Каяра 8' Кабо 30' Лологе 42', 87' | Протокол |                    |

| Нума-Далі Мажента, Нумеа Глядачів: 4 000 Арбітр: Кадер Зітуні (Таїті) |

| 22 березня 2013 19:45 UTC+13 |

| Нова Зеландія         | 2–1      | Нова Каледонія |
| --------------------- | -------- | -------------- |
| Кіллен 10' Сміт 90+3' | Протокол | Лологе 56'     |

| Форсіт Бар, Данідін Глядачів: 9 000 Арбітр: Стребре Деловскі (Австралія) |

| 22 березня 2013 20:00 UTC−10 |

| Таїті                 | 2–0      | Соломонові Острови |
| --------------------- | -------- | ------------------ |
| Бурбар 25' Наньїн 78' | Протокол |                    |

| Патер Те Гоно Нуї, Пірае Глядачів: 550 Арбітр: Ендрю Ачарі (Фіджі) |

| 26 березня 2013 15:00 UTC+11 |

| Соломонові Острови | 0–2      | Нова Зеландія |
| ------------------ | -------- | ------------- |
|                    | Протокол | Пейн 3', 88'  |

| Лоусон Тама, Хоніара Глядачів: 5 600 Арбітр: Авері Жак (Таїті) |

| 26 березня 2013 18:00 UTC+11 |

| Нова Каледонія | 1–0      | Таїті |
| -------------- | -------- | ----- |
| Лологе 86'     | Протокол |       |

| Нума-Далі Мажента, Нумеа Глядачів: 1 000 Арбітр: Ракеш Варман (Фіджі) |

## Бомбардири
Загалом у 12 матчах турніру було забито 41 гол, тобто в середньому 3,42 голи за гру.
6 goals
- Жорж Гоп-Фенепей

4 голи
- Сесар Лологе

3 голи
| - Кріс Кіллен | - Шейн Смелц |  |

2 голи
| - Рой Каяра - Майкл Макглінкі | - Тім Пейн - Кріс Вуд | - Генрі Фа'ародо |

1 гол
| - Жак Гаеко - Ямель Кабо - Бертран Каї - Коста Барбарусес - Тоні Локгед | - Марко Рохас - Бен Зігмунд - Томмі Сміт - Джозес Наво | - Татізама Таніто - Гімсон Теледа - Емано Бурбар - Самюель Наньїн |

1 автогол
- Том Файсі (у грі проти Нової Каледонії)
- Ксав'є Самен (у грі проти Нової Каледонії)